# Liga Mexicana del Pacífico 2007-08
La Temporada 2007-08 de la Liga Mexicana del Pacífico fue la 50.ª edición, llevó el nombre de COMEX y comenzó el 9 de octubre de 2007.  
La temporada finalizó el 27 de enero de 2008, con la coronación de los Yaquis de Ciudad Obregón al vencer 4-1 en serie final a los Venados de Mazatlán.

## Sistema de competencia

### Temporada regular
La temporada regular consta de dos mitades lo cual abarca un total de 68 juegos a disputarse para cada uno de los ocho clubes que conforman a la Liga Mexicana del Pacífico. La primera mitad está integrada de 35 juegos para cada club y la segunda de 33 juegos para cada club. Al término de cada mitad, se asigna un puntaje que va de 3 a 8 puntos en forma ascendente, según la clasificación (standing) general de cada club. A continuación se muestra la distribución de dicho puntaje:
- Primera posición: 8 puntos
- Segunda: 7 puntos
- Tercera: 6 puntos
- Cuarta: 5 puntos
- Quinta: 4,5 puntos
- Sexta: 4 puntos
- Séptima: 3,5 puntos
- Octava: 3 puntos

### Postemporada
Tras el término de la segunda vuelta, los seis equipos con mayor puntaje sobre la base de las dos mitades de la temporada regular pasan a la etapa denominada postemporada (play-offs). En esta etapa, los equipos se enfrentan entre sí en una serie de siete juegos donde deben ganar cuatro para avanzar a las semifinales. Es importante señalar que los tres equipos que obtuvieron mayor puntaje en la temporada regular empiezan la serie con dos juegos en su estadio (esta etapa de juego es conocida como «repesca»), para continuar con tres partidos en el estadio contrario y finalmente concretar la serie de nuevo en su estadio. Estos últimos dos juegos no son necesarios si alguno de los equipos obtiene una ventaja clara en la serie sobre su rival.

### Semifinales
Para la etapa de semifinales, pasan los tres equipos con mejor posición en el standing de juegos ganados y perdidos más uno adicional que es denominado «mejor perdedor», el cual resulta de poseer la mayor cantidad de juegos ganados en la repesca, principalmente. De esta manera, el mejor perdedor se enfrenta como visitante al equipo mejor situado del standing en una serie, mientras que el segundo y el tercero hacen lo mismo a su vez. En el caso del mejor perdedor, no puede enfrentarse al equipo con el que disputó la primera fase de play-offs.

### Final
Se da entre los equipos que ganaron en la etapa de semifinales.

## Equipos participantes
| Liga Mexicana del Pacífico 2007-08 |           |                           |                          |           |
| Equipo                             | Fundación | Ciudad                    | Estadio                  | Capacidad |
| Águilas de Mexicali                | 1948      | Mexicali, Baja California | Nido de los Águilas      | 10,000    |
| Algodoneros de Guasave             | 1970      | Guasave, Sinaloa          | Francisco Carranza Limón | 8,000     |
| Cañeros de Los Mochis              | 1947      | Los Mochis, Sinaloa       | Emilio Ibarra Almada     | 11,000    |
| Mayos de Navojoa                   | 1950      | Navojoa, Sonora           | Manuel Ciclón Echeverría | 12,500    |
| Naranjeros de Hermosillo           | 1944      | Hermosillo, Sonora        | Héctor Espino            | 15,000    |
| Tomateros de Culiacán              | 1965      | Culiacán, Sinaloa         | General Ángel Flores     | 16,000    |
| Venados de Mazatlán                | 1945      | Mazatlán, Sinaloa         | Teodoro Mariscal         | 12,000    |
| Yaquis de Ciudad Obregón           | 1947      | Ciudad Obregón, Sonora    | Tomás Oroz Gaytán        | 13,000    |

## Standings

### Primera vuelta
| Equipos                  | JJ | JG | JP | JE | JV   | PCT  | PTS |
| ------------------------ | -- | -- | -- | -- | ---- | ---- | --- |
| Tomateros de Culiacán    | 35 | 23 | 12 | -  | -    | .657 | 8   |
| Mayos de Navojoa         | 35 | 21 | 14 | -  | 2.0  | .600 | 7   |
| Yaquis de Ciudad Obregón | 35 | 19 | 16 | -  | 4.0  | .543 | 6   |
| Naranjeros de Hermosillo | 35 | 18 | 17 | -  | 5.0  | .514 | 5   |
| Cañeros de Los Mochis    | 35 | 18 | 17 | -  | 5.0  | .514 | 4.5 |
| Venados de Mazatlán      | 35 | 17 | 18 | -  | 6.0  | .486 | 4   |
| Algodoneros de Guasave   | 35 | 14 | 21 | -  | 9.0  | .400 | 3.5 |
| Águilas de Mexicali      | 35 | 10 | 25 | -  | 13.0 | .286 | 3   |

### Segunda vuelta
| Equipos                  | JJ | JG | JP | JE | JV  | PCT  | PTS |
| ------------------------ | -- | -- | -- | -- | --- | ---- | --- |
| Algodoneros de Guasave   | 32 | 20 | 12 | -  | -   | .625 | 8   |
| Yaquis de Ciudad Obregón | 32 | 20 | 12 | -  | -   | .625 | 7   |
| Venados de Mazatlán      | 32 | 19 | 12 | 1  | 0.5 | .613 | 6   |
| Cañeros de Los Mochis    | 33 | 17 | 16 | -  | 3.5 | .515 | 5   |
| Águilas de Mexicali      | 33 | 16 | 16 | 1  | 4.0 | .500 | 4.5 |
| Naranjeros de Hermosillo | 33 | 14 | 19 | -  | 6.5 | .424 | 4   |
| Tomateros de Culiacán    | 33 | 12 | 21 | -  | 8.5 | .364 | 3.5 |
| Mayos de Navojoa         | 32 | 11 | 21 | -  | 9.0 | .344 | 3   |

### Standings General
| Equipos                  | JJ | JG | JP | JE | JV   | PCT  | PTS  |
| ------------------------ | -- | -- | -- | -- | ---- | ---- | ---- |
| Yaquis de Ciudad Obregón | 67 | 39 | 28 | -  | -    | .552 | 13   |
| Tomateros de Culiacán    | 68 | 35 | 33 | -  | 3.5  | .514 | 11.5 |
| Algodoneros de Guasave   | 67 | 34 | 33 | -  | 5.0  | .507 | 11.5 |
| Venados de Mazatlán      | 67 | 36 | 30 | 1  | 2.5  | .537 | 10   |
| Mayos de Navojoa         | 67 | 32 | 35 | -  | 7.0  | .477 | 10   |
| Cañeros de Los Mochis    | 68 | 35 | 33 | -  | 3.5  | .514 | 9.5  |
| Naranjeros de Hermosillo | 68 | 32 | 36 | -  | 6.5  | .470 | 9    |
| Águilas de Mexicali      | 68 | 26 | 41 | 1  | 12.5 | .388 | 7.5  |

| Avanza a los playoffs |

Nota 1: En empate entre Culiacán y Guasave se definió por el criterio de mejor porcentaje de ganados y perdidos.
Nota 2: En empate entre Mazatlán y Navojoa se definió por el criterio de mejor porcentaje de ganados y perdidos.

## Playoffs
|  | Primer Play Off | Primer Play Off | Primer Play Off |          |         | Semifinales | Semifinales | Semifinales |  |         | Final   | Final | Final |  |
|  |                 |                 |                 |          |         |             |             |             |  |         |         |       |       |  |
|  |                 |                 |                 |          |         |             |             |             |  |         |         |       |       |  |
|  | Mochis          | Mochis          | 2               |          |         |             |             |             |  |         |         |       |       |  |
|  | Mochis          | Mochis          | 2               |          |         |             |             |             |  |         |         |       |       |  |
|  | Obregón         | Obregón         | 4               |          |         |             |             |             |  |         |         |       |       |  |
|  | Obregón         | Obregón         | 4               |          | Obregón | Obregón     | 4           |             |  |         |         |       |       |  |
|  |                 |                 |                 |          | Obregón | Obregón     | 4           |             |  |         |         |       |       |  |
|  |                 |                 | Culiacán        | Culiacán | 3       |             |             |             |  |         |         |       |       |  |
|  | Navojoa         | Navojoa         | Culiacán        | Culiacán | 3       | 1           |             |             |  |         |         |       |       |  |
|  | Navojoa         | Navojoa         |                 |          |         |             |             |             |  |         |         |       |       |  |
|  | Culiacán        | Culiacán        | 4               |          |         |             |             |             |  |         |         |       |       |  |
|  | Culiacán        | Culiacán        | 4               |          |         |             |             |             |  | Obregón | Obregón | 4     |       |  |
|  |                 |                 |                 |          |         |             |             |             |  | Obregón | Obregón | 4     |       |  |
|  |                 |                 | Mazatlán        | Mazatlán | 1       |             |             |             |  |         |         |       |       |  |
|  |                 |                 | Mazatlán        | Mazatlán | 1       |             |             |             |  |         |         |       |       |  |
|  |                 |                 |                 |          |         |             |             |             |  |         |         |       |       |  |
|  |                 |                 |                 |          |         |             |             |             |  |         |         |       |       |  |
|  |                 | Mochis          | Mochis          | 3        |         |             |             |             |  |         |         |       |       |  |
|  |                 |                 |                 | 3        |         |             |             |             |  |         |         |       |       |  |
|  |                 |                 | Mazatlán        | Mazatlán | 4       |             |             |             |  |         |         |       |       |  |
|  | Mazatlán        | Mazatlán        | Mazatlán        | Mazatlán | 4       | 4           |             |             |  |         |         |       |       |  |
|  | Mazatlán        | Mazatlán        |                 |          |         |             |             |             |  |         |         |       |       |  |
|  | Guasave         | Guasave         | 0               |          |         |             |             |             |  |         |         |       |       |  |
|  | Guasave         | Guasave         | 0               |          |         |             |             |             |  |         |         |       |       |  |
|  |                 |                 |                 |          |         |             |             |             |  |         |         |       |       |  |

### Primer Play Off
| Equipos                  | JJ | JG | JP | JE | JV  | PCT   |
| ------------------------ | -- | -- | -- | -- | --- | ----- |
| Venados de Mazatlán      | 4  | 4  | 0  | -  | -   | 1.000 |
| Tomateros de Culiacán    | 5  | 4  | 1  | -  | -   | .800  |
| Yaquis de Ciudad Obregón | 6  | 4  | 2  | -  | -   | .667  |
| Cañeros de Los Mochis    | 6  | 2  | 4  | -  | 2.0 | .333  |
| Mayos de Navojoa         | 5  | 1  | 4  | -  | 3.0 | .200  |
| Algodoneros de Guasave   | 4  | 0  | 4  | -  | 4.0 | .000  |

| Avanza a semifinales |

| Avanza como comodín |

### Semifinales
| Equipos                  | JJ | JG | JP | JE | JV  | PCT  |
| ------------------------ | -- | -- | -- | -- | --- | ---- |
| Venados de Mazatlán      | 7  | 4  | 3  | -  | -   | .571 |
| Yaquis de Ciudad Obregón | 7  | 4  | 3  | -  | -   | .571 |
| Tomateros de Culiacán    | 7  | 3  | 4  | -  | 1.0 | .429 |
| Cañeros de Los Mochis    | 7  | 3  | 4  | -  | 1.0 | .429 |

| Avanza a la Final |

### Final
| Equipos                  | JJ | JG | JP | JE | JV  | PCT  |
| ------------------------ | -- | -- | -- | -- | --- | ---- |
| Yaquis de Ciudad Obregón | 5  | 4  | 1  | -  | -   | .800 |
| Venados de Mazatlán      | 5  | 1  | 4  | -  | 3.0 | .200 |

| Campeón |

## Cuadro de honor
| Equipos                  | Posición   |
| ------------------------ | ---------- |
| Yaquis de Ciudad Obregón | Campeón    |
| Venados de Mazatlán      | Subcampeón |
| Tomateros de Culiacán    | 3° Lugar   |
| Cañeros de Los Mochis    | 4° Lugar   |
| Mayos de Navojoa         | 5° Lugar   |
| Algodoneros de Guasave   | 6° Lugar   |
| Naranjeros de Hermosillo | 7° Lugar   |
| Águilas de Mexicali      | 8° Lugar   |